# Война пятой коалиции
Война Пятой антифранцузской коалиции, также известная как австро-французская война — военный конфликт между Австрийской империей и Великобританией, с одной стороны, и Французской империей Наполеона и его союзниками, с другой. Главные военные события разворачивались в Центральной Европе с апреля по июль 1809 года. Англия в это время была втянута в войну на Пиренейском полуострове, но она, под давлением австрийцев, высадила свой десант в Нидерландах. Это не повлияло на результат войны. После проведений боевых действий в Баварии и долине Дуная война закончилась успешно для французов после сражения под Ваграмом.

## Дипломатия во время войны Пятой коалиции

### Испания
В 1808 году Наполеон владел всей Европой за исключением России и Великобритании. Но в последнее время его власть начала ослабевать. Основная причина — поднятие патриотического духа в побеждённых Францией странах. Главной в разжигании антинаполеоновских настроений была Великобритания, на деньги которой и создавались коалиции против Франции. В марте 1808 года французские войска вторглись в Испанию. Пассивность испанского правительства вызвала народное возмущение, началась революция. 19 марта Карл IV вынужден был отречься от престола, королём стал Фердинанд VII. Но 10 мая он отказался от своих прав, 6 июня его трон занял брат Наполеона Жозеф Бонапарт. Испанцы, не без помощи Англии, восстали (20—23 июля) и изгнали Жозефа из Мадрида.
Восстание в Испании охватило и Португалию. 6 августа 1808 года в Португалии высадились английские войска под командованием А. Уэлсли (будущий герцог Веллингтон). Началась война за Пиренейский полуостров (1808—1814). В 1808 году англичане и испанцы достигли успеха на Пиренеях. Примерно в это же самое время австрийцы начали угрожать Франции с востока.

### Австрия
Австрия пыталась ликвидировать тяжёлые последствия Пресбургского мира (1805 год), подписанного после Аустерлицкого сражения. Вена боялась потерять свою политическую самостоятельность в связи с усилением власти Наполеона. Она всё ещё переживала своё поражение в войне Третьей коалиции. Австрия жаждала реванша над Францией, пытаясь поднять свой пошатнувшийся престиж в глазах всей Европы.
В последнее время в Австрии сильно поднялся патриотический дух. Австрийские солдаты рвались в бой. В 1805—1806 годах в Австрии проводились военные реформы, которые вселили веру в австрийцев, что им удастся победить французскую армию. Деятельностью эрцгерцога Карла, назначенного в 1806 году военным министром, вооружённые силы были доведены до 500 тысяч (до 300 тысяч действующей армии и около 200 тысяч ландвера); взамен устава линейной тактики армии привиты новые принципы ведения боя; введена корпусная организация из трёх родов оружия. Однако армия не впитала ещё реформу, а старшие военачальники были учениками линейной тактики и манёвренной стратегии.
Император Франц II хотел нанести главный удар из Богемии, чтобы уничтожить французские силы в северной Германии. Австрийский Придворный совет не согласился с таким решением, он хотел начать наступление к югу от Дуная, тем самым обезопасить и прикрыть дорогу на Вену. Споря, где лучше начать наступление, они потеряли драгоценное время. Всё это привело к тому, что их армия двигалась слишком медленно и нерешительно.

### Великобритания
В марте 1802 года Великобритания, после десяти лет непрерывных войн с Францией и её союзниками, смогла, наконец, заключить мирный договор. Амьенский мир (25 марта 1802 года) положил конец войне между Францией и Англией. Но мир длился недолго. Взаимные претензии этих двух стран создали угрозу начала новых европейских войн. Великобритания была крайне недовольна тем, что была вынуждена прекратить все свои колониальные завоевания. Наполеон тогда обратил своё внимание на Вьетнам, как на удобную стратегическую позицию для дальнейшего проникновения в Азию. Под словом Азия он подразумевал Китай. Англия, имевшая тогда владения в Китае, была крайне обеспокоена тем, что Наполеон может воплотить свои замыслы. Наполеон любил говорить, что для того, чтобы захватить Англию, ему нужна всего одна туманная ночь, имея в виду морское вторжение в Англию французского флота. Он понимал, что в открытом бою французский флот не сможет соперничать с английским. Это наводило страх на Англию. Ла-Манш всё время патрулировал английский флот, опасаясь вторжения французских кораблей.
В июле 1808 года в Испании вспыхнула национально-освободительная война против Франции. Этим воспользовалась Англия. В августе 1808 года Англия высадила свой десант в Португалии. В начале англичанам сопутствовала удача. Но в ноябре 1808 года Наполеон мобилизовал 162 200 солдат и двинулся с этими силами в Испанию. Он нанёс ряд поражений испанцам и англичанам. Уже 4 декабря 1808 года Наполеон вступил в Мадрид. Англия потеряла свой экспедиционный корпус. Наполеона надо было остановить. Англия не придумала ничего лучшего, как создать новую антифранцузскую коалицию.

### Франция
Решаясь покончить с Испанией, Наполеон распустил войска Рейнского союза и лучшие свои войска направил на Пиренейский полуостров. На главном театре будущей войны к концу 1808 года был 60-тысячный корпус Даву. Вовремя осведомлённый о намерениях Австрии, Наполеон вернулся в Париж и принял решительные меры: призваны конскрипты, усилены армии Даву в Германии и вице-короля Евгения в Италии, мобилизованы союзные германские и польские контингенты и, наконец, сформирована армия, ставшая под личное предводительство императора.
Наполеон был осведомлён о том, что Австрия, подстрекаемая Англией, готовится к войне, но он всё же сомневался, что Австрия вступит в войну. Наполеон планировал перенести боевые действия в долину Дуная, как и в 1805 году. Но неверные сведения, касающиеся австрийского наступления, (Наполеону доложили о том, что австрийцы будут наступать главными силами в северной части Дуная) чуть было не привели к краху французской армии. 140 000 французских солдат (основные силы Наполеона в этой войне) оказались окружёнными превосходящими силами врага, однако австрийцы не воспользовались замешательством французов. Французский император быстро собрал свою армию в один кулак и начал её развёртывание.

## Театр войны
Театром войны явилась значительная часть средней Европы: от Вислы до среднего и верхнего Рейна, до долин рек Адижа и Минчио, Адриатического побережья и через реку Саву до Коморна на Дунае. Этот обширный театр заключал в себе несколько отдельных театров военных действий;
- Придунайский, разделённый Дунаем:

Северная часть театра охватывала Богемию, северную часть Баварии (Франконию) и государства Рейнского союза в долинах Майна и Рейна (Вюртемберг, Баден и др.).
Южная часть заключалась между Дунаем и Альпами. Этот театр заключал кратчайшие операционные пути Наполеона к Вене. На нём главные соперники имели между собою государства Рейнского союза, являвшиеся для Наполеона выдвинутым передовым базисом, особенно Бавария, отстоявшая на 250—300 километров от Вены. Австрия располагала на этом театре отличным базисом — Богемией, богатой средствами и обеспеченной горными хребтами, центральной по отношению Баварии, Саксонии и других государств Рейнского союза, в узле кратчайших путей в долины рек Майна и Рейна (250—300 километров). Главными операционными путями были: Регенсбург — Пассау — Линц — Вена (350 километров) и Регенсбург — Ландсхут — Браунау — Штейер — Амштетен — Вена (около 400 километров) — по правую сторону Дуная, и от Регенсбурга через Тейниц на Будвейс к Вене — по левую.
- Ломбардо-Фриуль-Далматский театр прикрывал Италию со стороны Австрии, находясь, побережьем Адриатического моря, на фланге операционных путей австрийцев в Италию; самостоятельное значение имел лишь в начале войны, главные же операционные направления его были: Верона — Виллах — Брук — Вена (около 550 километров) и Зара — Аграм — Вена (600 километров).
- Гористая полоса Тироля, Форальберга, а затем Штирии и Каринтии рядом отдельных театров разъединяла предыдущие. Недавно присоединённый к Баварии Тироль с преданным Австрии населением, готовый поднять упорное восстание, находился на флангах Баварского и Итальянского театров, с путями от Инсбрука на Аугсбург, Мюнхен и Зальцбург — к северу и на Бриксен — к югу.
- Привислинский театр, в герцогстве Варшавском, с главною операционною линией Варшава — Вена, по своему положению был изолирован от прочих.

Обе стороны до начала войны разделялись пограничною линией Карпат, Судет, Фихтельгебирге, Богемского леса, рекой Инн и, наконец, рекой Пиаве во Фриуле.

## Силы сторон

### Австрия
В конце февраля австрийские вооружённые силы получили окончательную организацию:
- Германская армия — эрцгерцог Карл

|                                 | Пехота      | Конница    |
| ------------------------------- | ----------- | ---------- |
| 1 корпус Бельгарда              | 25,5 тысяч  | 2 тысячи   |
| 2 корпус Коловрата              | 23,5 тысячи | 2,5 тысячи |
| 3 корпус Гогенцоллерна          | 24 тысячи   | 1 тысяча   |
| 4 корпус Розенберга             | 25 тысяч    | 3 тысячи   |
| 5 корпус эрцгерцога Людвига     | 24,5 тысячи | 2 тысячи   |
| 6 корпус Гиллера                | 23,5 тысячи | 2,5 тысячи |
| 1 резервный корпус Лихтенштейна | 13 тысяч    | 2,5 тысячи |
| 2 резервный корпус Кинмайера    | 7 тысяч     | 2,5 тысячи |
| Дивизия Елачича                 | 10 тысяч    | 1 тысяча   |

Артиллерия 518 орудий.
Итого 176 тысяч пехоты, 19 тысяч конницы, всего 195 тысяч
- Итальянская армия — эрцгерцог Иоганн.

|                                 | Пехота      | Конница  |
| ------------------------------- | ----------- | -------- |
| 8 корпус Дьюлаи                 | 18,5 тысяч  | 2 тысячи |
| 9 корпус кроатского бана Дьюлаи | 24,5 тысячи | 3 тысячи |

Артиллерия 148 орудий.
Итого 43 тысячи пехоты, 5 тысяч конницы, всего 48 тысяч.
- Польская армия — эрцгерцог Фердинанд.

7 корпус: пехоты 30 тысяч, конницы 5 тысяч, всего 35 тысяч с 94 орудиями.
- Для поддержания восстания в Тироле — отдельный корпус Шателера: пехоты 10 тысяч, конницы 370 человек, всего около 10,5 тысяч с 17 орудиями.
- Для действий в Далмации — отдельная бригада Стойхевича: пехоты 7 тысяч, конницы 300 человек, всего около 7,5 тысяч с 11 орудиями.

Таким образом к началу военных действий состав мобилизованных сил Австрии был следующий:
|                    | Пехота    | Конница  |
| ------------------ | --------- | -------- |
| Германская армия   | 176 тысяч | 19 тысяч |
| Итальянская армия  | 43 тысячи | 5 тысяч  |
| Польская армия     | 30 тысяч  | 5 тысяч  |
| Тирольский корпус  | 10 тысяч  | 500      |
| Бригада Стойхевича | 7 тысяч   | 500      |
| Итого              | 266 тысяч | 30 тысяч |

Итого 266 тысяч пехоты, 30 тысяч конницы, всего 296 тысяч, а с артиллерией свыше 300 тысяч.

### Франция и союзники
В начале марта, когда не оставалось сомнения в близости разрыва, Наполеон отдал последние приказания о сосредоточении войск, организации армии и потребовал контингентов от Рейнского союза.
Французская армия была разделена на 3 корпуса:
1. 2-й корпус Ланна: 2 дивизии Удино и дивизия Сент-Илера (последняя до Регенсбургского боя у Даву), кирасиры Эспаня и бригада лёгкой конницы Кольбера, до 50 тысяч. Корпусу приказано двигаться через Ульм к Аугсбургу.
2. 3-й корпус Даву из дивизий Морана, Фриана, Гюдена, Демона, кирасир Сен-Сюльписа и лёгкой конницы Монбрена — до 50 тысяч — имел главную квартиру в Вюрцбурге.
3. 4-й корпус Массена: дивизии Молитора и Буде двигались из Лиона к Ульму, туда же следовали дивизии Карра-Сен-Сира и Леграна из Меца; с лёгкой конницей Марюла состав корпуса до 50 тысяч.

Кирасиры Нансути с лёгкой конной дивизией Лассаля составили конный резерв в 14 тысяч коней.
Корпус гвардии в 20 тысяч находился на пути к Рейну.
Итого, собственно французская армия простиралась до 190 тысяч.
Союзные войска составляли следующие корпуса:
- 7-й Баварский корпус, Лефевра, из 3 дивизий (принца Баварского, Вреде и Деруа) до 30 тысяч, занимал позиции в Штраубинге (Страубинге), Ландсхуте и Мюнхене.
- 8-й Вюртембержский корпус в составе 12 тысяч, под командованием Вандама, должен был располагаться у Гейденгейма.
- 9-й Саксонский корпус из 15 тысяч саксонцев Бернадотта, собирался у Дрездена.
- 10-й корпус формировался в Вестфалии для удержания в спокойствии Германии.
- 20-и тысячный корпус Понятовского — в герцогстве Варшавском.
- Русские войска по предводительством князя Голицына насчитывали в своих рядах 40 тыс. человек.

Всего союзных войск должно было быть до 140 тысяч.
К началу военных действий у Наполеона на Придунайском театре было только до 200 тысяч при 428 орудиях. Вице-король Италии получил приказание двинуть его 60-тысячную армию к Фриулю. Принимая все меры к отклонению войны, Наполеон тщательно подготовляет базу на Рейне (Страсбург), верхнем Дунае (Ульм) и нижнем Лехе (Аугсбург); снабжаются обширными запасами по Дунаю: Донаувёрт, Ингольштадт и Пассау, как базисные пункты для предстоящих действий. Во всех этих пунктах заготовляется: продовольствие, независимо 8-дневного запаса при войсках (4 — на людях, 4 — в парках), резервный запас в 3 миллиона рационов; запас снаряжения и одежды (до 200 тысяч пар башмаков); огнестрельные припасы (до 200 патронов на ружьё); инженерный парк с 50 тысячами шанцевого инструмента. Вместе с тем оборудована транспортная часть: сформировано 5 обозных батальонов; на путях от Рейна и Майна к Ульму устроены конные подставы для перевозки запасов с этих рек; в Ульме и Донауверте организованы транспорты из судов с морскими командами для перевозки запасов Дунаем.
Одновременно Наполеон обращает серьёзное внимание на инженерную подготовку театра: кроме усиления крепостей и постоянных укреплённых пунктов в Ульме, Регенсбурге, Пассау, Аугсбурге и Мюнхене, укрепляется ряд других пунктов, в том числе по Дунаю, для обеспечения маневрирования на обоих берегах: Донауверт, Нейбург, Ингольштадт (тет-де-пон), Штраубинг и Деггендорф.
С другой стороны, неопределённые надежды Австрии на занятие богатой страны по Рейну, Майну и верхнему Дунаю затмили у ней мысль о должной подготовке базы: запасы свозились медленно и в недостаточном количестве, инженерная подготовка главного театра отсутствовала, вплоть до столицы противник не встречал ни одного укреплённого пункта. Текущее продовольствие войск, кроме 2-дневного запаса на людях и 4-дневного в полковых повозках, опиралось на корпусные магазины (4-дневный запас); организация эта страшно сковывала подвижность армии, особенно при движении нескольких корпусов в одной колонне. При первоначальном вступлении в Баварию, отчасти по необорудованию своей базы, австрийцы принуждены были обратиться к реквизициям, способ производства и характер которых ожесточили баварское население.

## Планы сторон

### Австрия
Первоначально принятый австрийцами план заключался в сосредоточении главных сил в Богемии с целью нанесения решительного удара разбросанным в Саксонии и Пруссии войскам Даву, до получения ими подкреплений; затем, пользуясь центральным расположением Богемии, разбить по частям союзные контингенты, вынудить правительства Рейнского союза отложиться от Наполеона, после чего или угрожать пределам Франции, или действовать во фланг и тыл французской армии в Баварии. Одновременно с тем, австрийские войска должны были наступать на всех театрах: Гиллер с 35 тысячами (часть Германской армии) от реки Инн в Баварию — на южном Придунайском театре; эрцгерцог Иоганн с 47 тысячами — на Итальянском; Шателер и Елачич (20 тысяч) — вторгнуться в Тироль для поддержки восстания и связи Придунайского и Итальянского театров; эрцгерцог Фердинанд — через Варшаву на Торн для побуждения Пруссии к союзу с Австрией; и лишь в Далмации ограничиться обороной.
С 10 по 27 марта сосредоточились в Богемии корпуса: 1-й, 2-й, 3-й, 4-й, 5-й и 1-й резервный, всего до 150 тысяч, а 6-й и 2-й резервный оставались на правом берегу Дуная под командованием Гиллера. Между тем, движение войск из Франции к верхнему Дунаю и Леху, готовность Баварской армии и, вероятно, доходившие слухи об устройстве базы в Баварии, а также стягивание войск Даву в долину Майна, указывало Австрии на приготовления Наполеона к действиям на правом берегу Дуная; явилось опасение за участь столицы, защищаемой здесь 35 тысячами Гиллера; проблематичным операциям в долину Майна угрожало сосредоточение войск Наполеона в Баварии. После ряда совещаний и колебаний решено было перенести главные действия на правый берег Дуная.
1-й (Бельгарда) и 2-й (Коловрата) корпуса (54 тысячи) оставлены на левом берегу, и 8 апреля Бельгарду предназначалось дебушировать из Богемии, прочие же корпуса должны были 20 марта двинуться из Богемии, переправиться у Линца и с войсками Гиллера 8 апреля подойти к Инну. Задачей этих 140 тысяч ставится наступление в Баварию, опираясь налево на Тироль, направо на Богемию. Обеим частям Германской армии указано соединиться на среднем Дунае и стать между двумя массами армии Наполеона: Даву — на левом берегу, Массена, Удино, Вандам, Лефевр — на правом, с целью разбить их по частям.
Изменяя план для главных сил, эрцгерцог Карл оставил в силе группировку войск и предположения наступательных операций на прочих театрах, между тем принятие нового плана дало Наполеону выигрыш во времени около месяца и к средине апреля относительное превосходство сил Австрии значительно уменьшилось. Следует заметить, что эрцгерцог Карл получил с титулом генералиссимуса полномочие вести войну без вмешательства пресловутого гофкригсрата; однако, он относился не сочувственно к затеянной войне, признавал неготовность к ней Австрии, был подавлен сознанием гения Наполеона, к тому же был нелюбим при дворе и не имел авторитета над братьями; отсюда — колебания в принятии плана и нерешительность в его выполнении.

### Франция
Намерения Наполеона выразились в обширной инструкции Бертье от 30 марта. «С 1 по 15 апреля я буду иметь 3 корпуса, которые нужно будет сосредоточить на Дунае, или у Регенсбурга, или у Ингольштадта, или у Донауверта. Моя цель перенести главную квартиру в Регенсбург и сосредоточить у него всю мою армию. Главная квартира в Донауверте и линия Леха послужит позицией — на случай, если противник предупредит меня; но если австрийцы будут неподвижны, я желаю сосредоточения войск Удино (от Аугсбурга) и Сент-Иллера (от Нюренберга) у Регенсбурга. Герцог Ауэрштедтский перенесёт свою главную квартиру в Нюренберг (к 1 апреля Даву находился между Нюренбергом, Бамбергом и Байрейтом), то есть в 3 переходах от Регенсбурга. Три баварские дивизии также будут относительно Регенсбурга в 1, 2, и 3 переходах. Герцог Риволийский, перенеся свою квартиру в Аугсбург (из Ульма), будет находиться в 4-5 переходах от Регенсбурга. Таким образом главная квартира будет в Регенсбурге, посреди 200 тысячной армии, á cheval на Дунае и удерживающей правый берег Дуная от Регенсбурга до Пассау (цитадель). Такое положение вполне обеспечивает от всякого беспокойства относительно передвижений неприятеля; оно будет выгодно и в отношении быстрой доставки к армии всего необходимого посредством Дуная».
В той же инструкции Наполеон намечает образ действий при дебушировании противника, как до завершения сосредоточения у Регенсбурга, так и при расположении уже кругом последнего. Наконец, «если неприятель направит свои действия одновременно на оконечности правого и левого флангов, то нужно будет выбрать его центр, имея путь отступления на Лех и всегда обеспеченный за собой Аугсбург».
10 апреля, по-видимому, вследствие полученных известий о перемещении австрийских корпусов из Богемии на правый берег Дуная, Наполеон назначает главной квартирой Даву Регенсбург, а корпусу его сосредоточиться в окрестностях на расстоянии одного перехода. 12 апреля Наполеон подтверждал ещё своё намерение иметь свои главные силы в двух массах: под командованием Даву — у Регенсбурга и Массена — на Лехе.

## Военные действия на главном театре
9 апреля 1809 года посланника Франции известили о том, что Австрия объявила войну Франции.

### Начало наступления австрийцев
10 апреля главная армия эрцгерцога Карла (140 тысяч) перешла Инн на фронте Пассау — Браунау, дивизия Елачича перешла 12 апреля у Вассербурга. 10 же апреля Бельгард (50 тысяч), перейдя границу Богемии у Бернау и Росгаупт, двинулся к Амбергу. По дорогам от Инна к Изару встречались лишь слабые конные части баварцев, однако вследствие весенней распутицы, сложной системы довольствия (колонные магазины) и неосведомлённости о противнике (известно было лишь, что часть находится на Дунае, а другая двигается к нему с севера), лишь 15 апреля передовые части подошли к Изару (70 километров), а 16 апреля, после 6-часового боя 60 тысяч против 10-тысячной дивизии Деруа, эрцгерцог овладел переправою у Ландсхута.
К этому времени дивизия Елачича подошла к Мюнхену, а на левом берегу Бельгард занимал Швандорф и Шварценфельд, имея авангард против регенских позиций (на реке Реген). Эрцгерцог Карл выбирает операционное направление на линию Кельгейм — Нейштадт на Дунае и далее к Эйхштедту, где рассчитывал соединиться с Бельгардом и, заняв центральное положение на реке Альтмюль, воспрепятствовать соединению корпусов неприятеля.
17 апреля главная армия выступила двумя колоннами: на Пфефенгаузен — Зигенбург и Ротенбург — Кельгейм; для обеспечения левого фланга со стороны Аугсбурга, 6-му корпусу Гиллера назначено двигаться от Мосбурга через Ау к Пфафенгофену; правый фланг обеспечивали отряды, направленные к Экмюлю и отряд Вечая, наблюдавший от Гейзельгеринга к Регенсбургу.
18 апреля получены сведения, что ещё весь корпус Даву находится у Регенсбурга; генералиссимус решает направиться к Регенсбургу против Даву: 3-й, 4-й и 1-й резервный корпуса стягиваются к Рору и Лангквайду, 5-й и 2-й резервный — к Зигенбургу, для обеспечения операции со стороны реки Абенс; 6-й корпус выдвинут к Пфафенгофену для обеспечения сообщений на Ландсгут; правый фланг обеспечивался отрядом Вечая у Экмюля.
После колебаний, вызванных перехваченным сведением о предположенном движении Даву к Нейштадту, ночью на 19 апреля отдаётся диспозиция о движении к Регенсбургу 3 колоннами в промежуток Абах — Экмюльское шоссе; для обеспечения марша, к Бибургу выдвигается бригада с полком конницы; 5-й и 2-й резервный корпуса остаются у Зигенбурга, в предположении атаки Лефевра в тыл двигающимся к Регенсбургу корпусам, 6-му корпусу Гиллера предписывается приблизиться к 5-му через Пфефенгаузен и Лютмансдорф; Коловрату и Бельгарду приказано содействовать атаке на Регенсбург.

### Ответные действия французов
10 апреля группы французских войск находились: Даву — на марше от Нюренберга и Амберга к Дунаю, Удино — на Лехе у Аугсбурга, Массена на реке Иллере, баварцы — за Изаром. Известие о начале военных действий застаёт Бертье 10 апреля в Страсбурге; дав знать в Париж, 13 апреля он прибывает в Донауверт. К этому дню положение групп следующее: Даву подходит к Ингольштадту, дивизия Сент-Иллера с кирасирами Сен-Сюльписа в Регенсбурге; дивизия Фриана у Неймаркта с авангардом в Амберге; Вюртембергский корпус Вандама у Райна; Массена и Удино у Аугсбурга; Лефевр на прежних позициях.
Хотя австрийцы упредили с началом военных действий, но Бертье, имея в виду указания инструкции, решил сосредоточить армию у Регенсбурга и отдал распоряжение Массена двигаться к означенному пункту; 13 апреля вечером было получено письмо Наполеона с приказанием сосредоточить армию у Аугсбурга и Донауверта, если действия начнутся до 15 апреля, и распоряжение относительно Массена и Удино отменено.
С этого момента до прибытия Наполеона в Донауверт (17 апреля) французские и союзные войска пребывают в трёх группах: войска Даву (40 тысяч), подходившие к Ингольштадту, по настойчивому требованию Бертье стягиваются к Регенсбургу (17 апреля утром на левом берегу оставалась лишь дивизия Фриана к северу от Регенсбурга); 30 тысяч баварцев — между Изаром и Абенсом, отступая от Штраубинга и Мюнхена с дивизией, отброшенной от Ландсгута; 70 тысяч Массена, Удино и Вандама — на Лехе (Райн, Аугсбург).
Ко времени прибытия Наполеона, утром 17 апреля, в Донауверт сведения о противнике сводились к следующему: на левом берегу австрийцы теснят Даву со стороны Богемии; на правом берегу войска Лефевра отступают перед значительной массой неприятеля; со стороны Мюнхена показываются войска в направлении к Аугсбургу; в Тироле восстание в полном развитии. Принятое Наполеоном решение приводило к движению групп французской армии к реке Абенс. В 10 часов утра 17 апреля Даву указано перейти из Регенсбурга к Ингольштадту через Нейштадт и Гейзенфельд, для обеспечения Ингольштадта; дивизии Фриана указано занять позицию на реке Альтмюль; для обеспечения марша Даву, Лефевру приказано занять позицию против корпуса, дебуширующего от Ландсгута. 17 апреля Наполеон предписал Массена организовать оборону Аугсбурга как для осады и быть готовыми (Массена и Удино) к выступлению в 2 часа ночи. 18 апреля Наполеон, преследуя идею уничтожения австрийцев на пространстве между Дунаем и Изаром и сосредоточивая все свои силы к реке Абенс, намечает подготовку решительного удара, соединённого с захватом пути отступления, какую бы операционную линию ни избрали австрийцы: на запад к Пфефенгофену — захват операционной линии возлагался бы на Даву, на север к Регенсбургу — операционную линию захватывал Массена; наконец, если бы генералиссимус продолжал движение на линию Нейштадт — Кельгейм, то его операционная линия могла бы быть охвачена с обеих сторон.

### Пятидневный бой

#### 19 апреля
По диспозиции 67 тысяч австрийцев в 6 часов утра должны были двинуться 3 колоннами к Регенсбургу: левая — 3-й корпус Гогенцоллерна (19 тысяч) на Гаузен, Тенген и оттуда разделиться на Абах и Пейзинг; средняя — 4-й корпус Розенберга (28 тысяч) от Лангквайда на Динцлинг, Вейлое; правая 1 резервный корпус Лихтенштейна (20 тысяч) от Рора на Лангквайд, Экмюль, Регенсбург; бригада Тьери (6 тысяч), занимая Кирхдорф, должна была обеспечивать операцию слева и связывать главную армию с 5-м и 2-м резервным корпусами (36 тысяч) против реки Абенс; 6-й корпус (26 тысяч) у Майнбурга должен был поддерживать эти два корпуса; дивизия Елачича оставалась в Мюнхене.
К утру этого дня за рекой Абенс находились 28 тысяч баварцев у Бибурга, Мюльгаузена, Нейштадта; на пути от Райна к реке Абенс: вюртембергцы (10 тысяч) — у Нейштадта, дивизия Демона (6 тысяч) — у Вобурга, конница Нансути (14 тысяч) — впереди последнего; Массена и Удино (50 тысяч) — на пути Айхах, Пфафенгофен, Ау; Даву (40 тысяч) — на пути от Регенсбурга к реке Абенс.
Всё 18 число дивизия Фриана выдерживала бой с войсками Коловрата на левом берегу и лишь вечером 18 апреля Даву смог выступить от Регенсбурга. В 9 часов вечера корпус двинулся 4 колоннами: колонна обозов и парков — по шоссе через Абахское дефиле, правая колонна (лёгкая бригада Жакино, дивизии Морана, Сент-Иллера) — на Пейзинг, Тенген, Унтер-Фекинг, левая колонна (кирасиры Сен-Сюльписа, дивизии Гюденя и Фриана) — на Вейлое, Заальгаупт, Обер-Фекинг, кавалерийская колонна Монбреня с 2 батальонами пехоты из Эглофсгейма на Лукепойнт и Динцлинг. В Регенсбурге оставлен 65-й линейный полк (полковника Кутара) с назначением обороняться до крайности, пока не придёт выручка.
Около 9 часов утра 19 апреля колонны Даву подходили к долине реки Фекинг, как вдруг у селения Шнейдарта завязалась перестрелка: 7 лёгкий пехотный полк столкнулся с боковым авангардом колонны Розенберга; головные части французов минуют долину Фекинг, а колонна Розенберга, выждав подхода Гогенцоллерна к Гаузену, продолжает движение к Динцлингу, оставив 12 батальонов гренадер на Грубской позиции. Для обеспечения марша, Даву приказывает Сент-Иллеру овладеть высотами между селениями Тенген и Гаузен, что привело к бою дивизий Сент-Иллера и Фриана (15-18 тысяч) с колонной Гогенцоллерна (18 тысяч); после упорного боя, к 6 часам вечера австрийцы отброшены за реку Фекинг; потери убитыми и ранеными с каждой стороны около 3 тысяч и около 800 пленных австрийцев.
Одновременно колонна Розенберга с боем пролагала путь к Динцлингу против колонны Монбреня, искусно скрывавшего свои силы (2 тысячи); к вечеру Монбрень отошёл к левому флангу Фриана, преградив путь от Динцлинга к Абаху; опасаясь за направление Регенсбург-Ландсгут, эрцгерцог Карл, имея резерв из 12 гренадерских батальонов, лишь вечером решился послать подкрепление Гогенцоллерну, но было уже поздно.
На остальном театре происходило следующее: правая колонна Лихтенштейна беспрепятственно дошла до Эглофсгейма: отряд Тьери, обнаружив движение баварцев по шоссе к Регенсбургу, перешёл в наступление от Кирхдорфа к Арнгофену, но был отброшен к Оффенштетену; 5-й корпус послал бригаду на помощь отряду Тьери, но она была остановлена баварцами у Бибурга, за 5-м находился 2-й резервный корпус; 6-й корпус дошёл к вечеру до Майнбурга и лишь здесь получил приказание идти к Пфефенгаузену и Лютмансдорфу; его летучий отряд имел дело с авангардом Массена; на левом берегу Дуная находились: 2-й корпус — против 65-го линейного полка, 1-й корпус у Амберга и на пути к Неймаркту.
В ночь на 20 апреля французские войска устроились на ночлег: две дивизии Даву с конницей Монбреня на Гаузен-Тенгенских высотах; две дивизии из корпуса Даву, кирасиры Сан-Сюльписа и две баварские дивизии у Арнгофена; баварская дивизия Вреде у Бибурга; Вандам, Нансути, Демон — у Нейштадта; Массена у Пфафенгофена; Удино впереди Массена, по дороге к Фрейзингу; дивизия Буде в пути с дороги Пфафенгофен-Фрейзинг к Абенсбергу.

#### 20 апреля (Абенсбергское сражение)
Утром послано приказание Массена торопиться к Изару, на Фрейзинг или Мосбург, «а ещё лучше на Ландсгут». После личной разведки с высот Абенсберга, Наполеон отдаёт приказание: Даву с 24 тысячами удерживаться на Тенгенской позиции и служить осью для манёвра главными силами на центр австрийцев — к Ландсгуту; Ланну с 25 тысячами (две дивизии корпуса Даву) овладеть Рором, как центральной позицией относительно всей австрийской армии; 40-тысячному корпусу из баварских и вюртембергских войск под личным предводительством Наполеона наступать с линии Арнгофен-Абенсберг против отдельных отрядов и против фланга 5-го австрийского корпуса; дивизии Вреде (10 тысяч), выждав результата наступления соседней массы, атаковать австрийцев, находящихся против неё.
Эрцгерцог Карл, ожидая на 20 апреля атаку Даву, ещё 19-го послал приказание 5-му корпусу ночью двинуться через Рор к Лангквайду, а 6-му корпусу занять его место, но из-за неприбытия Гиллера эрцгерцог Людвиг остался к утру 20 апреля на своих позициях.
В 9 часов утра Наполеон двинул свои массы вперёд: Ланн уничтожил отряд Тьери, занял Рор и оттуда направил часть сил вниз по долине Лаберы во фланг и тыл армии эрцгерцога Карла; баварцы и вюртембергцы отбросили отряды правого фланга 5-го корпуса австрийцев к Пфефенгаузену; Вреде атаковал у Бибурга-Зигенбурга с фронта. Обе массы Наполеона нагнали отступающий 5-й корпус на 2-й резервный у Лютмансдорфа; замешательство сообщилось подходящему с юга 6-му корпусу и к вечеру беспорядочная масса трёх корпусов, преследуемая по пятам, отступила за Лаберу.
Тем временем Даву авангардами атаковал австрийские отряды в направлении Гаузен — Лангквайд. В тот же день у Регенсбурга шла неравная борьба 65-го линейного полка (около 2 тысяч) с двумя корпусами Коловрата и Лихтенштейна (45 тысяч), окончившаяся вечером сдачей французов. Появилась возможность соединить австрийские войска с разных берегов Дуная, однако эрцгерцог Карл приказал Коловрату продолжать движение на Гемау с целью угрожать тылу французов.
К вечеру 20 апреля Массена дошёл до Фрейзинга, восстановил переправу и выдвинул конницу к Мосбургу, на левом же берегу Дуная корпус Бельгарда двигался к Неймаркту и Ингольштадту, тесня наблюдательный отряд французов.

#### 21 апреля
Предполагая, что Массена вечером 20 апреля достиг Ландсгута и не имея сведений о сдаче Регенсбурга, Наполеон на 21 апреля отдаёт распоряжения: войскам Ланна с вюртембергской и 1 баварской дивизиями и конницей Бессьера (около 45 тысяч) преследовать неприятеля от Рора к Ландсгуту; Лефевру с 2 дивизиями, кирасирами Сен-Жермена и баварской конницей (22 тысячи) от Рора двинуться вниз долиной Лаберы, уничтожить арьергард и преследовать самого эрцгерцога Карла от Экмюля к Ландсгуту или Штраубингу; в резерве войск левого фланга оставлены: 1 баварская дивизия у Рора и две дивизии Удино у Абенсберга; Даву приказано поддержать Лефевра, а затем двинуться к Регенсбургу и отбросить Бельгарда и Коловрата в Богемию.
В ночь на 21 апреля войска Гиллера (5-й, 6-й и 2-й резервный корпуса) продолжали отступление от Ротенбурга и Пфефенгаузена к Ландсгуту; встречные обозы замедляли движение и на утро французская конница с Наполеоном нагоняет их; завязывается кавалерийский бой; вскоре на правом берегу Изара показывается от Мосбурга передовой отряд Массена, но командование дивизии по недоразумению останавливает атаку передовой пехотной бригады; австрийцы успевают переправиться до прибытия французской пехоты от Рора и разрушают мост; Гиллер отступает к Неймаркту, оставляя обозы, часть артиллерии и до четверти состава пленными, ранеными и отсталыми.
В ночь на 21 апреля часть австрийской армии под командованием эрцгерцога Карла расположилась на ночлеги: 3-й корпус Гогенцоллерна на правом берегу Большой Лаберы у Ширлинга; 4-й корпус Розенберга у Динцлинга, оба корпуса фронтом на запад; гренадеры у Гохберга; 1-й резервный корпус Лихтенштейна у Регенсбурга; 2-й корпус Коловрата на пути к Гемау; 1-й корпус Бельгарда у Неймаркта. Генералиссимус оставался в неведении об участи войск левого фланга (Гиллера), а войска Даву принимал за главную армию Наполеона.
К утру 21 апреля возникает новый план: атаковать противника, переменив фронт на юг и открыв путь отступления на Регенсбург, для чего отдана следующая диспозиция; 1-му резервному корпусу Лихтенштейна перейти на линию Абах — Волькеринг — Кеферинг; гренадерам стать у Эглофсгейма; 4-му корпусу Розенберга — у Динцлинга с авангардом у Вейлое; 3-му корпусу Гогенцоллерна перейти к Унтер-Лейхлингу; 5-му корпусу эрцгерцога Людвига подтянуться к 3-му корпусу; 2-му корпусу Коловрата вернуться к Регенсбургу; 1-му корпусу Бельгарда перейти от Неймаркта к Гемау.
Ещё диспозиция не была получена, как 2 дивизии Даву двинулись через Шнейдарт к Лабере и сбили передовые отряды 4-го корпуса; одновременно Лефевр наступал долиной Лаберы от Рора, сбивая посты 3-го корпуса; Лефевр овладевает Ширлингом, Даву — Перингом. Вскоре Гогенцоллерн получил приказание оставить бригаду у Экмюльскаго дефиле и перейти к Эглофсгейму, где Даву вёл атаку дивизией Фриана в обход правого фланга Розенберга; с прибытием подкреплений атака эта отражена.
С 12 часов дня Наполеон в Ландсгуте стал прозревать обстановку; донесения Даву в ночь на 22 апреля подтвердили пребывание значительных сил в северном направлении; наконец, дошло известие о сдаче Регенсбурга; дабы не дать противнику спастись через Регенсбург, Наполеон торопится нанести удар в этом направлении.

#### 22 апреля (Экмюль-Эглофсгеймский бой)
С вечера 21 апреля Наполеон назначил в распоряжение Даву — Лефевра и резервы у Абенсберга и Ротенбурга (от Рора). На рассвете 22 апреля авангард Вандама двинулся от Ландсгута к Экмюлю, за ним двинулся корпус Ланна (2 пехотные и 2 кирасирские дивизии), а Массена (3 пехотные и 1 кирасирская дивизии) подтянулся к Ландсгуту. Преследование Гиллера было поручено Бессьеру с конницей и 1 пехотной дивизией (16 тысяч) и 1 пехотная дивизия оставлена у Ландсгута.
К утру 22 апреля к Регенсбургу прибыл корпус Коловрата, и эрцгерцог отдал диспозицию о наступлении: 2-й корпус Коловрата (25 тысяч) к Абаху; пехота 1-го резервного корпуса Лихтенштейна через Вейлое на Пейзинг; конница — в резерве у Тальмесинга и Кеферинга; гренадеры должны были остаться у Эглофсгейма; 3-й корпус Гогенцоллерна через Люкепойнт к Динцлиигу, оставляя 6-тысячный отряд Вукасовича у Экмюля; 4-й корпус Розенберга (12 тысяч) должен был остаться на позиции у селения Лейхлинг, отвлекая на себя внимание неприятеля.
Оба противника заносили удары на левые фланги; вследствие утомления войск Коловрата выступление австрийских колонн было назначено на полдень, Розенберг же с 8 часов утра стал получать тревожные сведения. В 2 часа дня Вандам отбрасывает Вукасовича за Лаберу; на выстрелы, по условию, Даву атаковал Розенберга. Наполеон приказал Вандаму форсировать переправу, а дивизии Гюденя обойти её через Рокинг. Конная масса в 10 тысяч коней развернулась впереди Ширлинга на левом берегу Лаберы. Дивизии Даву втянулись в упорный бой в селениях и лесу, Экмюль переходил из рук в руки; по условиям местности австрийская артиллерия с высот Экмюль — Лейхлинг громила пехоту и конницу, почти не страдая от французского огня. Наполеон бросил на неё всю свою конницу, которая, рубя, пронеслась до шоссе, где встретила дивизию Гюденя, атакующую резервы; вскоре прорвались туда и дивизии Даву и прибыла дивизия Морана; к Экмюлю подошли три дивизии Массена.
В то время как 18 тысяч Розенберга боролись против 50-60 тысяч противника, эрцгерцог бросил план наступления и оттянул колонны для защиты подступов к Регенсбургу. Наполеон с конницей преследовал остатки войск Розенберга по шоссе, Даву слева, дивизии Ланна справа. В 7 часов вечера австрийцы вышли на равнину Эглофсгейма, где собралось около 2 тысяч конницы; несмотря на отчаянное сопротивление, 10-тысячная конница французов опрокинула их, понеслась вместе по шоссе и загнала в болота реки Пфатер. Другой части конницы Лихтенштейна (3—4 тысячи), отступавшей от Тальмесинга к Обер-Траублингу, удалось отбросить французов к Кеферингу. Наполеон, в виду крайней усталости пехоты, отсутствия дивизий Массена и неясности обстановки, приостановил дальнейшее преследование и отложил удар до завтра.
Эрцгерцог Карл, при виде своих изнурённых маршами войск, обманутый в надеждах на быстрый поход и отрезанный от базы на Инне, решил отступать в Богемию: ночью были переправлены обозы; 2-й корпус Коловрата и 1-й резервный Лихтенштейна были назначены прикрывать переправу; прочие корпуса с рассветом начали переправу и направились через Вальдмюнхен к Хамму; 1-му корпусу Бельгарда приказано идти прямо к Хамму; для отступления пехоты Лихтенштейна к 8 часам утра наведён понтонный мост ниже города; два полка с артиллерией назначены в гарнизон Регенсбурга, ворота которого, кроме Абахских, забаррикадированы; и два полка прикрывали голову понтонного моста.

#### 23 апреля (Регенсбургский бой)
К 8 часам утра австрийская армия, кроме гренадер и конницы, успела переправиться; часть корпуса Коловрата проходила город; 4-тысячный конный корпус Лихтенштейна преграждал путь от дороги на Абах до дороги на Штраубинг; впереди у Бургвейнтинга находился батальон, а у Обер-Траублинга отряд Штутергейма с аванпостами на реке Пфатер; в 8 часов утра на смену Штутергейма двинулся полк (6 эскадронов).
Распоряжения Наполеона на 23 апреля: Массена с 3 дивизиями идти к Шраубингу, овладеть мостом и перехватить пути к Вене (в тот же день заменено приказанием следовать от Штраубинга к Пассау и занять линию Инна); Лефевр, Вандам, Удино, дивизия Сент-Иллера и подходившая гвардия — к Ландсгуту на усиление Бессьера, которому овладеть Браунау и линией Инна; Даву наступать к Регенсбургу влево от шоссе, Ланну — по шоссе и вправо; коннице поручена разведка к Регенсбургу: тяжёлой — по шоссе, дивизии Монбреня — по Абахской дороге, лёгкой — по Штраубингской дороге.
В 8 часов утра к Обер-Траублингу двинулись кирасиры Сен-Сюльписа, опрокинули сменявшихся гусар и улан, принудили сдаться батальону у Бургвейнтинга и раздавили по частям конницу Лихтенштейна. Тем временем подошли Даву и Ланн; артиллерия Ланна разрушила понтонный мост, и зажжённые понтоны с переправлявшимися гренадерами понеслись по течению. Около 12 часов дня Наполеон решил штурмовать Регенсбург, однако 12-фунтовые орудия и гаубицы оказались бессильны против стен, и первые попытки к штурму отбиты. В нетерпении Наполеон приблизился к цепи стрелков и был ранен в ногу; появление его после перевязки верхом перед войсками возбудило энтузиазм. Артиллерии Ланна удалось завалить ров обломками высокого каменного дома, Ланн лично схватил штурмовую лестницу, за ним бросились гренадеры, проникли в город, отворили Штраубингские ворота и в 7 часов вечера 85-й пехотный полк ворвался в Регенсбург.
Австрийская армия почти вся уже была на левом берегу, а огонь её артиллерии остановил дальнейшее продвижение французов; лишь в полночь снялся с позиции австрийский арьергард.
Результатами пятидневного боя явились: ослабление австрийской армии на треть (60 тысяч и 100 орудий), открытие прямых путей к Вене, обеспечение надолго тыла армии Наполеона; готовившиеся восстания в Германии замерли и в письме с Хаммской позиции генералиссимус предлагал мир.

### События до первой переправы через Дунай
Наполеон, оставив корпус Даву для демонстраций против эрцгерцога Карла до его отступления и временно корпус Вандама у Экмюля, главные силы направил по шоссе Ландсгут — Браунау к Вене; для охранения тыла в Баварии сенатором Бомоном формировался подвижной резерв, а в государствах Рейнского союза образована резервная армия Жюно (14 тысяч); для обеспечения операционной линии слева корпус Массена направлен правым берегом Дуная через Штраубинг, Пассау на Линц; корпус Даву, дивизия Дюпо (с берегов Немецкого моря) и саксонский корпус Бернадотта должны были последовательно сменять Массена и друг друга в Регенсбурге и вниз по Дунаю, всем приказано собирать средства для переправы; с целью обезопасить операцию справа, корпус Лефевра назначен для усмирения Тироля.
Движение к Вене началось 24 апреля, в этот же день Гиллер перешёл в наступление и разбил Бессьера у Неймаркта, но, узнав о поражении эрцгерцога Карла, отступил на Инн, куда потянулся Елачич из Мюнхена. 26 апреля Массена деблокировал Пассау; затем опрокинул 6-тысячный отряд Дедовича (из войск Гилдера) и овладел переправой в Шардинге.
В этот день Гиллер переправился через Зальцу у Бурггаузена. Массена в нерешительности простоял 4 дня в Шардинге, а Наполеон с 28 по 30 апреля задержался в Бурггаузене из-за разрушенных мостов и половодья реки Зальцы.
2 мая Гиллер успел стянуть войска к Линцу, туда же подходил авангард Массена, а Ланн овладел Вельсом; однако мосты на Трауне оказались разрушенными. Гиллер получил предписание, если не удастся переправиться у Линца, удерживаться на реках Траун и Энс с целью дать главной армии подойти к Матгаузенской переправе. 3 мая Гиллер занял сильную Эберсбергскую позицию на правом берегу Траун. От Линца подходил Массена, а от Вельса правым берегом уже двигался авангард Бессьера. Подозревая движение австрийских колонн на левом берегу Дуная к переправе, Массена приказал бригаде Кегорна атаковать город; бригада пробежала мост, но, подкреплённая остальной частью дивизии Клапареда, еле удержалась в ближайших домах; пришлось пустить в дело вторую дивизию Леграна, которая овладела замком, но с трудом удержалась в городе. Появление с юга обходной колонны заставило Гиллера отступать за Энс. Массена потерял до 4,5 тысяч.
В тот же день Гиллер разрушил за собою мосты на Энсе, а 4 мая готовился переправиться у Матгаузена, но случайно плотами сорван был мост. Только 6 мая Наполеон мог двинуться от Энса по единственной дороге Амштетен — Санкт-Пельтен.
Лишь 27 апреля узнал эрцгерцог Карл о движении Наполеона и 28 апреля выступил с Хаммской позиции на Клаттау — Будвейс, прикрываясь отрядом Кленау к Дунаю и 3-м корпусом Коловрата (ранее командир 2-го корпуса) у Пильзена. 4 мая в Будвейсе генералиссимус узнал об Эберсбергском бое и лишь 7 мая тронулся на Цветель к Кремсу. В виду переправы корпуса Вандама у Линца на левый берег, корпус Коловрата передвинут от Пильзена на Фрейштадт, куда прибыл 16 мая. Гиллер, оставив 10-тысячный отряд Дедовича на правом берегу, 8 мая переправился у Маутерна и уничтожил мост.
10 мая Наполеон подошёл к Вене, а главные силы австрийцев к Цветелю. Эрцгерцог Максимилиан в Вене имел до 25 тысяч и мог бы удержаться до прибытия главных сил, но когда Наполеон направил Массена к Земмерингу с целью захвата мостов с юго-востока, в ночь на 12 мая оставил столицу; 13 мая французы вступили в город. Эрцгерцог Карл, рассчитывавший переправиться у Вены и с Гиллером оборонять столицу, 16 мая соединился с его войсками у подошвы Бизамберга и простоял здесь до 19 мая, имея на Дунае цепь постов с отрядами в Кремсе, Штокерау и Шпице, 2 пехотных полка кордоном в Штаделау, Асперне, Эслингене и Энцерсдорфе и полк в Пресбурге для охраны переправы.
Генералиссимус пытался остановить успехи противника операциями на его сообщениях: 17 мая 20-тысячный корпус Коловрата атаковал 10 тысяч Вандама у Линца, но подошедший 15-тысячный корпус Бернадотта отбил его с уроном; эрцгерцог Иоганн не решился исполнить полученное им 16 мая в Клагенфурте приказание двинуться к Линцу (350 километров) для совместных действий с Коловратом, опасаясь иметь на фланге армию вице-короля.
Наполеон, намереваясь нанести новый удар, на случай неудачи под Веной, ещё на пути к ней приводит в оборонительное состояние все важные пункты на сообщениях; у Пассау возводится укреплённый лагерь на 80 тысяч и печи на 100 тысяч рационов хлеба в сутки, в Линце строятся тет-де-поны и образуются склады. Предстояло перекинуть 100-тысячную армию через наиболее трудный участок Дуная. Сначала Наполеон наметил переправу у Нуссдорфа (через 2 рукава), а у острова Лобау — демонстрацию. Ещё в ночь на 12 мая 500 вольтижёров Ланна переправились на остров Шварцлахе и отбросили посты, но были частью уничтожены, частью взяты в плен. Тогда Массена поручено устройство переправы у Лобау (через 4 рукава) и приступили к сбору материалов; вечером 18 мая 800 человек дивизии Молитора переплыли на Лобау, опрокинули 3 роты и заняли северный берег; 19 мая вечером Наполеон приказал сооружать одновременно мосты через три ближайших рукава; мосты эти окончены к полудню 20 мая и по ним двинулись войска Массена, корпуса Удино и Даву следовали к Эберсдорфу.
В 3 часа дня Молитор, выбрав входящий угол последнего рукава, переправил на понтонах 200 вольтижёров, которые отбросили посты и заняли лесок против переправы. Около 6 часов последний мост был готов и конница Лассаля направилась на правый берег, за нею дивизии Молитора и Буде. К утру 20 мая генералиссимус направил авангард Кленау (4 батальона, 16 эскадронов) к Адерклаа, в тот же день 2-й и 4-й корпус передвинуты к Герасдорфу и Зейрингу, 6-й корпус остался у Штаммерсдорфа с 5-м корпусом князя Рейса; поздно вечером 1-й корпус направлен к Герасдорфу; гренадеры за Зейрингом, резервная конница Лихтенштейна утром 20 мая подошла к Адерклаа. 20 мая Кленау, двинувшись с 2 конными полками на разведку, около 3 часов подошёл к Эслингену, куда собрались посты, и стал продвигаться вперёд, но, встреченный огнём вольтижёров, расположился за Эслингеном; в 7 часов Лассаль атаковал Кленау, но был отброшен; Кленау отошёл к Адерклаа. 21 и 22 мая переправившись, Наполеон, вследствие поднятия воды в Дунае и разрыва мостов, потерпел неудачу при Асперн-Эслингене и возвратился на правый берег, оставив на острове Лобау корпус Массена.
В оставлении Массена на острове Лобау лежал зародыш второй переправы. Остров Лобау представлял выгодный плацдарм для переправы большой армии, при условии прочной связи его с правым берегом через бурливый южный рукав. После восстановления прежнего моста на судах, приступили к устройству другого, на сваях, шириной в 3 хода повозки, на что потребовался целый месяц работы; выше его устроена эстакада и организована крейсерская команда для перехвата разрушительных снарядов. Одновременно заготовлялись разного рода мосты для переправы через малый рукав на левый берег, приготовлялось по 5 паромов на корпус, на 300 человек и 2 орудия каждый. На острове возведены батареи на 101 орудие большого калибра из Венского арсенала, устроены шоссе, госпитали, хлебопекарни и магазины; на случай отступления с острова Лобау построен обширный тет-де-пон, прикрывавший 4 прочных моста.
Пополнив армию 40 тысячами конскриптов, Наполеон довёл свои силы до 340 тысяч, а не считая изолированных в Польше корпуса Понятовскаго (23 тысячи) и русской армии Голицына (30 тысяч) — 287 тысяч; притянув армию вице-короля и уменьшив отряды по обеспечению операционной линии (от Рейна) до 85 тысяч, 202 тысячи было собрано в точке столкновения (боевой состав 170 тысяч и 584 орудия).
Эрцгерцог Карл, в ожидании новой переправы в том же пункте, собирает войска на позициях Русбаха и Бизамберга и притягивает большую часть 3-го корпуса Коловрата. Эрцгерцог Иоганн 1 июня в Керменде получил приказание следовать к Пресбургу на соединение с главными силами, но уклонился от этого; когда же пришло вторичное приказание, дорога к этому городу была уже занята Даву. Усилив армию ландвером Богемии и Моравии, генералиссимус имел до 300 тысяч, а без польской армии — 265 тысяч; при расходе 94 тысяч на второстепенные задачи и 41 тысячу на обеспечение операционной линии, на Мархфельдской равнине оставалось 128 тысяч (боевой состав 110 тысяч и 452 орудия).
В конце июня французские войска находились: Массена на Лобау, гвардия, кавалерия, Удино, Бернадотт, Вандам — между Веной и Эберсдорфом; передовые отряды занимали правый берег от Шпица до Фишамента и острова на Дунае; Даву, итальянская армия и Мармон, оставив заслоны, следовали к Лобау.
У австрийцев на высотах за рекой Русбах и на высотах Бизамберга находилось 6 корпусов, гренадеры и конница Лихтенштейна; передовые отряды занимали линию Шпиц, Эслинген, Мюллейтен, Орт. Для отвлечения внимания от Лобау Наполеон приказывает восстановить мосты у Шпица, занять дивизией Таборские острова, устроить на них укрепления с артиллерией большого калибра и навести мосты с правого берега к островам; в виду этого, опасаясь за правый фланг, генералиссимус в день решительного боя оставляет 23-тысячный корпус Рейса против Нуссдорфа. Настойчивые действия Даву против Пресбурга повлекли несвоевременную отдачу приказания и позднее выступление эрцгерцога Иоганна (12 тысяч) к полю битвы. Ожидая переправу в том же месте, австрийцы привели в оборонительное состояние линию Асперн-Энцерсдорф, но далее к югу ограничились одним редутом и замком Саксенганг. Для утверждения противника в этом предположении, 30 июня в 5 часов вечера дивизия Леграна начала переправу в прежнем пункте с наводкой понтонного моста и устройством тет-де-пона. В тех же видах 2 июля вольтижёры Пеле овладели островом Мельниц, навели понтонный мост и 3 июля построили редут напротив Эслингена. 3 июля император личной разведкой убеждается, что эрцгерцог ожидает переправу с северной стороны Лобау.
Ещё 30 июня генералиссимус приказал: 6-му корпусу Кленау (14 тысяч) занять линию Асперн — Энцерсдорф, Нордману (14 тысяч) оставаться на линии Энцерсдорф — Орт, для подкрепления его 4-му корпусу Розенберга (18 тысяч) выступить к Виттау, корпусам Гогенцоллерна (2-й) и Бельгарда (1-й) подвинуться к Брейтенлее и Рашдорфу и с конницей Лихтенштейна служить подкреплением Кленау; 3-му корпусу Коловрата и гренадерам быть готовыми двинуться к переправе. В общем, против северной стороны Лобау сосредоточилось 96 тысяч, против восточной — 32 тысячи. 3 июля эрцгерцог решает отойти на прежние позиции, чтобы встретить противника на Русбахе, а правым крылом маневрировать на его сообщения. В ночь на 4 июля авангарды Кленау и Нордмана занимали линию от Штаделау на Асперн-Эслинген — Энцерсдорф — Мюллейтен — Орт, три корпуса на Русбахе (1-й у Ваграма, 2-й у Баумерсдорф, 4-й у Марграфен-Нейзидель), гренадерский корпус между Герасдорфом и Зейрингом, 3-й — у Гагебрунна, 5-й — оставался на Бизамберге.
К 4 июля на Лобау к Массена прибыли корпуса Даву и Удино (до 100 тысяч), у Эберсдорфа сосредоточились резервная конница, гвардия, большая часть итальянской армии и корпус Бернадотта. 5 и 6 июля состоялась переправа французской армии и вслед за этим — Ваграмское сражение, окончившееся поражением австрийцев.

### События до заключения перемирия
Австрийская армия отошла на Бизамберг-Штаммерсдорфския высоты. Ночью армия сосредоточилась у Корнейбурга, 6-й корпус оставлен арьергардом на позиции Штаммерсдорф-Гагенбрунн, 4-й корпус передвинут к Волькерсдорфу; 7 июля армия начала движение на Цнайм в Богемию, а Розенберг по Брюнской дороге на Никольсбург. Наполеон избирает главным направлением для преследования путь на Брюнн, с целью воспрепятствовать возможному соединению армий обоих эрцгерцогов и 7 июля направляет Даву на Никольсбург, Массена — на Бизамберг в Богемию; прочие корпуса двигает до линии Штаммерсдорф-Волькерсдорф, одновременно Мармона и корпус итальянской армии с вице-королём направляет через Зибенбрунн к реке Мораве против эрцгерцога Иоганна; Вандам оставлен в Вене.
8 июля движение продолжается: большею частью армии за Даву, остальными — за Массена. Лишь 9 июля, вследствие того, что Розенберг самовольно свернул с Никольсбургской дороги на Цнайм, Наполеон уяснил себе обстановку и, оставив Даву на этой дороге, направляет всю конницу и несколько корпусов к Цнайму. По приказанию генералиссимуса, 9 июля Розенберг вновь выходит на Никольсбургское шоссе. Эрцгерцог Карл рассчитывал остановить Массена на Иетцельсдорфской позиции за рекой Моравой, но движение Наполеона к Цнайму выводило противника на фланг этой позиции.
В ночь на 10 июля эрцгерцог с конницей и гренадерским корпусом делает форсированный марш и в 6 часов утра прибывает к Цнайму; конница Наполеона уже находилась в 14 километрах, а в нескольких километрах позади бивакировала армия; упорными боями у Тешвица и Круковица (в 7 километрах к востоку от Цнайма) гренадеры выигрывают время, пока к вечеру 10 июля не подошли прочие корпуса.
В ночь на 11 июля Наполеон сосредоточивает с юга и востока 130 тысяч против 60-70 тысяч австрийцев. Для прикрытия растянувшихся по дороге на Будвейс обозов, генералиссимус 11 июля принимает бой; французы овладевают важнейшими пунктами, масса конницы готова охватить тыл, на 12 июля назревала катастрофа, но в ночь получено известие о перемирии, на которое Наполеон согласился в виду неудач на Пиренейском полуострове: австрийцы оставили побережье Адриатического моря, долину Инна, часть Моравии и Венгрии с Брюнном, Пресбургом, Раабом, Тироль и Форальберг, в герцогстве Варшавском войска оставлены на занятых позициях.
Остатки армии генералиссимуса, потерявшей с 3 по 12 июля 46 тысяч, отходят вглубь Богемии, а затем к Ольмюцу.

## Действия на второстепенных театрах

### На Итальянском театре
10 апреля австрийская армия эрцгерцога Иоганна вторглась во Фриуль к Удине, застигла врасплох армию вице-короля 16 апреля при Сачиле и вынудила её отступить к Вероне; вследствие распутицы эрцгерцог подвигался медленно и вице-король к 26 апреля успел сосредоточить до 60 тысяч. Между тем, с главного театра доходят до Иоганна неблагоприятные вести и 1 мая начинается обратное движение; вице-король 8 мая форсировал реку Пиаве, 10 мая перешёл реку Тальяменто и освободил крепость Пальманову; эрцгерцог 12 мая прибыл в Понтебу и продолжал отступать к Виллаху на Грац, выслав из Тарвиса к Лайбаху 9-й корпус бана Гиулая поддержать Стойхевича против Мармона.
Принц Евгений направил правую колонну Макдональда овладеть Лайбахом и с Мармоном присоединиться в Граце, среднюю Серраса — на Предильский укреплённый лагерь (взять 18 мая), левую (вице-король) — на форт Мальборгетто (взят 17 мая). 20 мая левая и средняя колонны соединились в Клагенфурте; отделив дивизию Руска к Шпиталю против Шателера и отправив за эрцгерцогом колонну Груши вдоль Дравы, Евгений направился чрез Брук на Вену. Макдональд форсировал реку Изонцо, овладел укреплениями Превальда и Лайбаха; отряд Шильта от Пальмановы захватил Триест. Узнав о движении Елачича от Ротенмана на Брук, вице-король отрядил две дивизии, которые 25 мая разбили его войска при Сен-Михеле; 27 мая Евгений в Бруке вошёл в связь с лёгкой конницей Наполеона, а Макдональд подходил к Марбургу. Эрцгерцог Иоганн, узнав о поражении Елачича, 26 мая начал отступление к Керменду; Макдональд 30 мая занял Грац и вошёл в связь с Евгением. Дабы не допустить соединения эрцгерцогов Карла и Иоганна и не иметь последнего у себя в тылу, Наполеон поручил Даву (около 20 тысяч) овладеть Пресбургским тет-де-поном, а вице-королю, достигшему Нейштадта — атаковать Иоганна и овладеть крепостью Рааб.
1 июня передовые части Даву подошли правым берегом к Пресбургу, но нападение их отбито; через день маршал со всеми силами овладел островом Энгерау, где простоял около трёх недель, употребляя все средства для разрушения моста, но безуспешно. 3 июня Даву сменён дивизией Бараге д’Иллье корпуса Евгения и потянулся к Лобау. Вице-король направился на Эденбург, а 7 июня соединился в Гюнсе с Макдональдом, оставившим Бруссье с 6 тысячами у Граца против корпуса бана Гиулая; эрцгерцог Иоганн в ночь на 8 июня оставил Керменд и двинулся правым берегом Рааба в укреплённый лагерь при крепости Рааб. 14 июня эрцгерцог Иоганн принял бой у Рааба и потерпел поражение, а к рассвету 15 июня расположился за укреплениями Коморна. Евгений, направляясь за Иоганном, оставил отряд Лористона для осады Рааба, которая сдалась 22 июня. Эрцгерцог Иоганн направился левым берегом Дуная на Пресбург, оставив отряды в Бече и Коморне.

### В Тироле
С началом войны население Тироля поднялось под руководством Андреаса Гофера и вместе с отрядом Шателера (10,5 тысяч) уничтожало слабые баварские гарнизоны; Шателер, который должен был содействовать Иоганну у Вероны, двинулся от Бриксена к Триенту, но при известии о неудачах эрцгерцога Карла двинулся обратно к Инсбруку.
После Регенсбургского боя баварский корпус Лефевра двинулся от Ландсгута на Мюнхен и 30 апреля занял Зальцбург, а затем повернул на Куфштейн; Шателер выступил навстречу и разбит наголову у Воргля. Лефевр занял столицу Тироля и усмирил восстание.
При движении к Грацу эрцгерцог Иоганн приказал Шателеру и Елачичу идти к нему на соединение; для покровительства восстанию оставлен лишь слабый отряд Буоля на Бреннере. Когда после Аспернского сражения Лефевр передвинулся в Зальцбург, горцы наводнили собой долину Инна и вынудили оставленную дивизию Деруа отступить к Куфштейну и далее к Розенгейму. Тирольцы стали производить набеги, угрожая Аугсбургу и Мюнхену.
Наполеон организовал в Баварии и Италии резервные части для занятия северного и южного выходов из Тироля, а дивизию Деруа в конце июня приказал двинуть к Линцу. Ко времени Ваграмскаго боя Тирольское ополчение и отряд Буоля успели занять Триент и Бриксен и выходы в долины Леха, Изара и Инна, но приготовления к более активным действиям прерваны известием о перемирии. Бригада Буоля, по условию, очистила Тироль; однако окончательно покорить эту область французским войскам удалось лишь в ноябре.

### В Далмации
27 и 28 апреля бригада Стойхевича с успехом атаковала французские войска Мармона (10 тысяч) в укреплённом лагере у Зары. Получив известия о победах на Дунае и движении итальянской армии, Мармон начал наступление к Карлштадту, 13 мая разбил бригаду Стойхевича и взял его в плен, вынудил 10-тысячный отряд 9-го корпуса бана Гиулая отступить на Карлштадт, а сам двинулся на Фиуме, где 28 мая вошёл в связь с Макдональдом.
Мармон выступил 16 июня из Лайбаха на Марбург, где 20 мая наткнулся на всю армию хорватского бана на позиции впереди Дравы; показывая намерение атаковать, Мармон ночью фланговым маршем отошел через Виндишгрец на Фёлькермаркт, а на следующий день направился на Грац. Гиулай двинулся наперерез к Грацу и 24 июня авангард его достиг Кальсдорфа. Но после незначительных столкновений с передовыми войсками Мармона, он отступил к Фюрстенвальду; Мармон двинулся за ним, но получил приказание спешить к Вене, куда двинулся через Брук. Гиулай 3 июля вернулся в Грац и направил отряд к Леобену в тыл Наполеону, но последний уже успел нанести решительный удар.

### В Северной Германии
Тайные общества недовольных из Пруссии распространились по всей Германии, однако активные попытки их членов не увенчались успехом: 3 апреля прусский офицер Катт, собрав отряд, двинулся к Магдебургу, но был разогнан вестфальскими войсками; в самой Вестфалии полковник гвардии Дернберг стал во главе крестьянских ополчений и двинулся к столице, но был разбит войсками, сохранившими верность; 28 апреля майор Шилль с гусарским полком выступил из Берлина на Дрезден, но, узнав об успехах Наполеона, направился в Вестфалию; окружённый французскими войсками, он бросился на Нижнюю Эльбу для связи с английской эскадрой и 25 мая захватил крепость Штральзунд; 31 мая крепость была взята голландской дивизией Грасьена и храбрый партизан погиб.
После Аспернского сражения Австрия решила поддержать восстание в Германии: отряд Аменде (7 тысяч) направлен на Дрезден, Радивоевича (6 тысяч) от Эгера на Байрейт, герцогу Брауштвейг-Эльскому было разрешено сформировать 2 тысячный отряд волонтёров. Против Радивоевича Наполеон назначил Жюно со сборными вспомогательными войсками, оттеснившими Радивоевича от Байрейта, а на Дрезден направился король Жером, занявший его 30 июня.
Эрцгерцог Карл для объединения действий послал в Саксонию Кинмайера с конницей. Прибыв к Аменде, Кинмайер с отрядом Брауншвейг-Эльса напал на Жюно (8 тысяч), преследовавшего Радивоевича, разбил его 9 июля у Гефреса и отбросил на Амберг, а затем обратился на вестфальского короля у Гофа (15 тысяч), но тот отступил; успехи Кинмайера прерваны известием о перемирии; герцог Брауншвейгский бросился к Северному морю, у Гальберштадта заставил вестфальский полк Меронне, двигавшийся ему наперерез, положить оружие, прорвался через 5-тысячный отряд Регеля и по нижнему Везеру на лодках достиг английских кораблей.

### В герцогстве Варшавском
10 апреля эрцгерцог Фердинанд с 35 тысяч человек начал наступление в пределы Польши, где у Понятовского было не более 16 тысяч человек; обещанные русские войска (князя Сергея Голицына) медленно сосредоточивались у Белостока. 19 апреля у Рашина Понятовский принял бой, был разбит и отброшен в Варшаву. После капитуляции Варшавы эрцгерцог направился на Торн.
Польский генерал тем временем усилился подкреплениями, организовал восстание, разбил отряд Мора у Грохова и Гуры, быстро овладел Люблином, Замостьем и всей страной на правом берегу Вислы и захватил Львов. Овладев лишь тет-де-поном Торна, Фердинанд вынужден был возвращаться к Варшаве с намерением двинуться к Сандомиру, откуда Понятовский угрожал его сообщениям на Краков. Князь Голицын уклонился от посылки подкреплений к Сандомиру. Эрцгерцог Фердинанд оставил Монде с 13 тысячами близ Варшавы, а сам направляется к Сандомиру. Монде, видя наступление Домбровского и Зайончека с ополченскими отрядами от Кутно и Модлина, отступил на Пилицу, и Варшава вновь была занята поляками. 4 июня эрцгерцог приблизился к Сандомиру по левому берегу, но, потерпев неудачу при его атаке, перешёл у Полянца на правый берег и атаковал Понятовского на реке Вислоке; последний отступил к Сану.
Тем временем Монде, преследуемый Домбровским через Раву и Зайончеком через Варку к Радому, уничтожил мост на Пилице у Новомяста, чем остановил Домбровского, и у Едлинска разбил наголову Зайончека и отбросил его на Козенице, но, не развив успеха, по приказанию Фердинанда двинулся к Сандомиру.
Эрцгерцог между тем атаковал Понятовского впереди Сана; последний рассчитывал на содействие находившейся вблизи русской дивизии Суворова; однако направленная к Сану бригада Сиверса под пустыми предлогами уклонилась от содействия и в ночь с 13 на 14 июня поляки отступили за Сан, а 18 июня, после ряда штурмов, сдали Сандомир, к которому с севера успел подойти Монде. Так как князь Голицын не соглашался на совместные действия на левом берегу Вислы, Понятовский уступил русским всю страну по правому берегу, а сам спустился к Пулавам, где занялся усилением своей армии; русский корпус занял позиции польских войск, восстанавливая австрийские власти. В то же время Фердинанд, вероятно, с целью приблизиться к главному театру, направился к Петрокову, где сдал командование Монде. Монде с 24 тысячами продолжал отступление на Краков, Понятовский же с 23 тысячами направился от Радома ему вслед и 14 июля авангард Рожнецкого достиг Кракова; австрийцы ночью передали город прибывшей на подводах бригаде Сиверса и отступили в австрийскую Силезию.

### В Галиции
Российская империя, согласно Тильзитскому мирному договору в начале лета формально вступила в войну против Австрии. Русский корпус под командованием князя Голицына перешёл австрийскую границу 3 июня 1809 года и оккупировал часть Галиции. Но фактически дальше этого Александр I не пошел, предупредив Наполеона, что силы России задействованы в других войнах (с Османской империей, с Персией, с Швецией, с Великобританией). Войска Голицына продвигались как можно медленнее, с указанием избегать серьезного столкновения с австрийцами. Между русскими и австрийскими войсками произошли лишь незначительные стычки с минимальными потерями. Россия никоим образом не была заинтересована в разгроме Австрии (в русской внешнеполитической концепции она всегда оставалась важным противовесом Франции).
Более того, поляки перехватили вежливое письмо, отправленное русским командиром дивизии генералом Андреем Горчаковым эрцгерцогу Фердинанду, и отправили оригинал императору Наполеону и копию императору Александру. В результате Александру пришлось отстранить Горчакова от командования. В результате Шенбруннского договора Россия получила Тернопольский округ.

### В Нидерландах
В Нидерландах британский корпус, потеряв 4000 солдат убитыми и ранеными, добился незначительных успехов. Но это уже никак не повлияло на войну. Австрия к этому времени потерпела поражение.

## Шёнбруннский мир
14 октября 1809 года был подписан Шёнбруннский мирный договор между Австрией и Францией. Поражение австрийцев было ужасно не столько в военном отношении, сколько в моральном и политическом.
Австрия лишилась выхода к Адриатическому морю. Также Австрия обязывалась передать Франции часть Каринтии и Хорватии. Франция получила графство Гёрц (Горица), Истрию с Триестом, Крайну, Фиуме (современная Риека). Впоследствии Наполеон I образует из них Иллирийские провинции. К герцогству Варшавскому переходила Западная Галиция, Баварии — Тироль и Зальцбургская область, России — Тарнопольский округ (как компенсация за её участие в войне на стороне Франции).
Всего по Шенбруннскому миру Австрия потеряла примерно 100 000 км² с 3,5 млн населения, уплатила 75 миллионов гульденов контрибуции, независимо от содержания французской армии до выхода её из пределов страны и обязалась содержать собственную армию не более 150 тысяч.

## Статистика Войны пятой коалиции
| Страны                | Население 1809 г. | Войск                   | Убито и умерло от ран            |
| --------------------- | ----------------- | ----------------------- | -------------------------------- |
| Франция               | 29 200 000        | 200 000 при 430 орудиях | 31 000                           |
| Российская империя    | 41 190 400        | 70 000                  | 8                                |
| Неаполь               | 4 950 000         |                         |                                  |
| Голландия             | 2 191 000         |                         |                                  |
| герцогство Варшавское | 2 600 000         |                         |                                  |
| Рейнский союз         | 11 000 000        |                         |                                  |
| Швейцария             | 1 500 000         |                         |                                  |
| Всего                 | 92 631 400        | 345 000                 |                                  |
| Австрия               | 21 100 000        | 560 000 при 790 орудиях | около 100 000 убитыми и ранеными |
| Великобритания        | 11 750 000        | 40 000                  | 4066                             |
| Испания               | 11 400 000        |                         |                                  |
| Всего                 | 44 250 000        |                         |                                  |
| Всего                 | 188 322 400       |                         |                                  |